# General Francisco J. Mujica International Airport

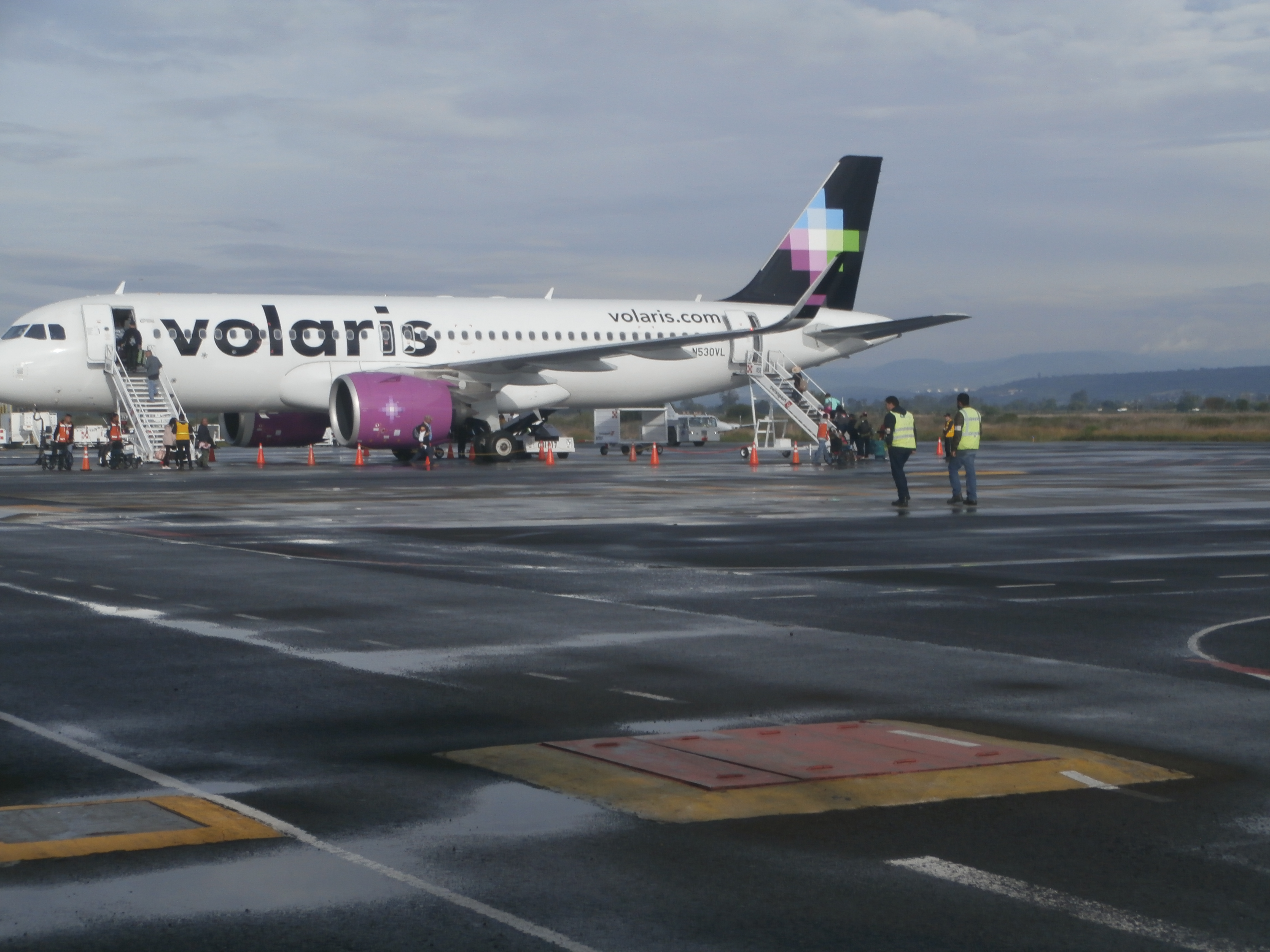
Airbus A320neo Morelia

General Francisco J. Mujica International Airport är en flygplats i Mexiko.   Den ligger i kommunen Álvaro Obregón och delstaten Michoacán de Ocampo, i den södra delen av landet, 200 km väster om huvudstaden Mexico City. General Francisco J. Mujica International Airport ligger 1 838 meter över havet.
Terrängen runt General Francisco J. Mujica International Airport är platt åt nordost, men åt sydväst är den kuperad. Runt General Francisco J. Mujica International Airport är det ganska tätbefolkat, med 86 invånare per kvadratkilometer. Närmaste större samhälle är Álvaro Obregón, 3,6 km söder om General Francisco J. Mujica International Airport. I omgivningarna runt General Francisco J. Mujica International Airport växer huvudsakligen savannskog.